# Alex Henry Foster
Alex Henry Foster (* 19. November 1989) ist ein kanadischer Sänger und Gründer der Band Your Favorite Enemies.

## Leben
Fünf Jahre bevor Foster die Band Your Favorite Enemies gründete, war er Mitglied in einer rechtsextremistischen Organisation. Er begründete seine Mitgliedschaft in dieser Organisation unter anderem mit seiner schwierigen Kindheit, Orientierungslosigkeit und seiner Aggressions- und Gewaltbereitschaft. Er gab auch Konzerte in dieser Szene. Wegen seiner Fähigkeit, neue potenzielle Mitglieder anzuwerben, stieg er schnell in der Organisation in die obersten Reihen auf.

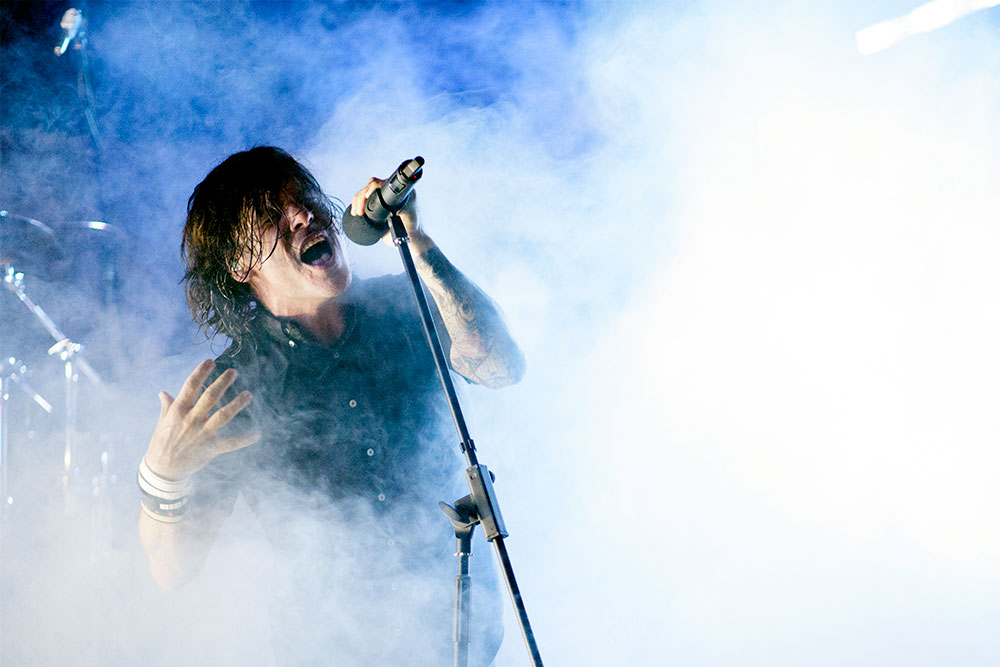
Alex Foster live, 2015

Mit 18 Jahren gelang es ihm mit Hilfe seines Vaters, die rechte Szene zu verlassen. Danach folgte eine Phase der Isolation. Er ist Sozialarbeiter und lernte über diesen Job Stephan kennen, mit dem er in mehreren Bands zusammenspielte. Beide wurden bei der Bekämpfung von Diskriminierung aktiv. Er wurde zu diesem Zeitpunkt Mitglied bei Amnesty International und Artist Against Racism. Gemeinsam mit Stephan gründete er die Organisation Rock n Rights. Das war zu der Zeit, als Schulhof-CDs auch in Kanada immer größere Bekanntheit erlangten. Foster wirkte auch an einer Dokumentation über die rechte Szene in Kanada mit.

## Karriere

### Musik

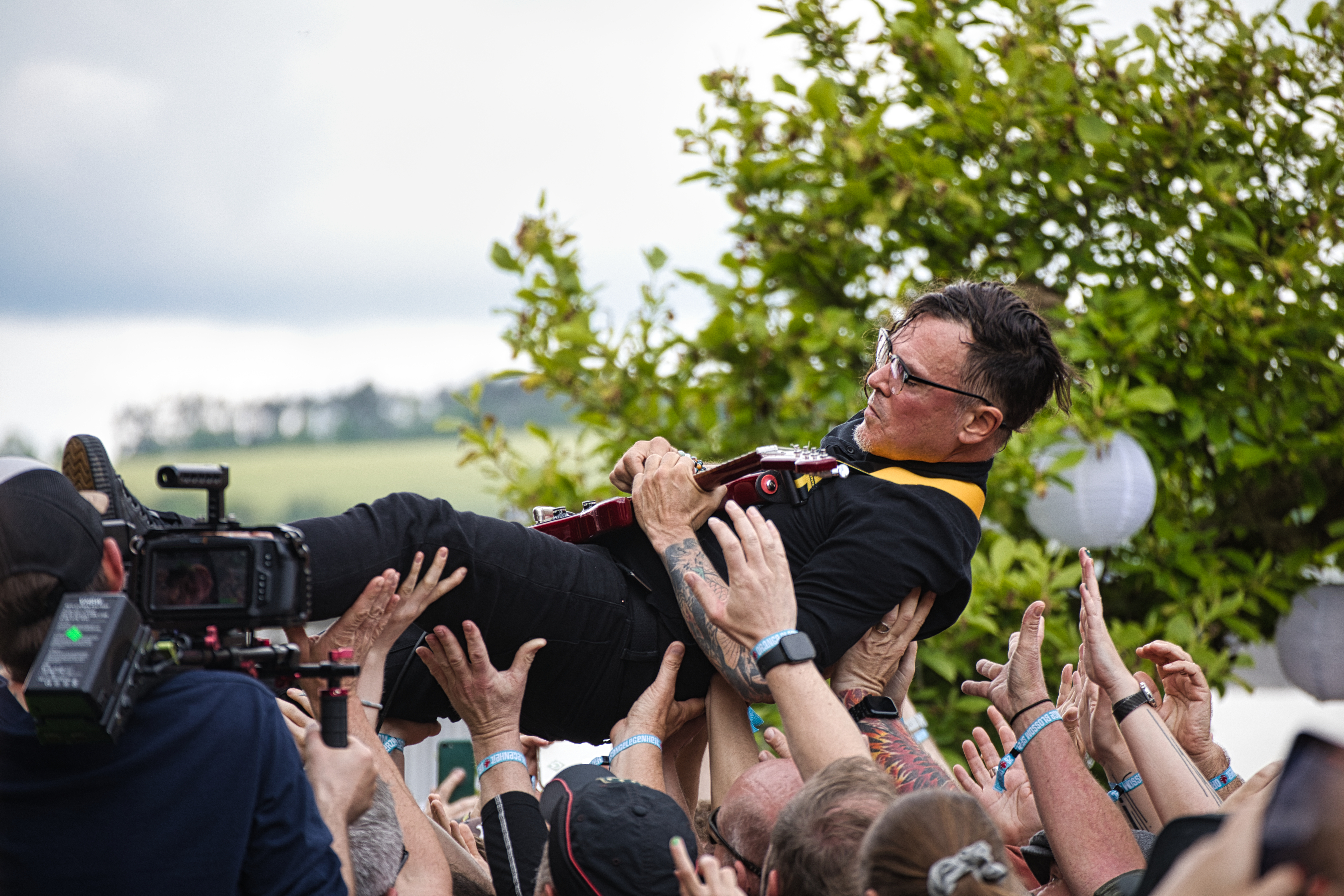
Alex Henry Foster beim Crowdsurfing auf dem Orange Blossom Special Festival 2024

Die erste Band, die er mit Lemelin gründete, hieß The Riddlers und legte den Grundstein für Your Favorite Enemies. 2004 änderte sich der Name (in In This Life) und der Musikstil.
Zwei Jahre später entstand schließlich die heutige Band Your Favorite Enemies. 2008 wurden in einem britischen Weblog Gerüchte laut, dass Foster die Band aus gesundheitlichen Gründen verlassen wolle. Beim International Battle of The Bands, welches 2004 in Irland stattfand, wurde er als Jurymitglied eingeladen.
2018 veröffentlichte Foster ein Soloalbum mit dem Titel Windows in the Sky. Es stieg auf Platz 3 der kanadischen Albumcharts ein.

### Film
Foster arbeitete an den Dokumentarfilmen Digital Hate (2002), Gravitation des cœurs (2003), Conversations (2005) und Voyage à la mer (2010) mit. Er war bei den Filmen als Co-Writer und Schauspieler tätig.

### Amnesty International
Seit mehreren Jahren ist Foster Sprecher für Amnesty International in Kanada. Er ist Kongresssprecher und veranstaltete bereits mehrere Male den Annual Youth Congress of Amnesty International.

## Diskografie
Alben
- 2018: Windows in the Sky
- 2021: Standing Under Bright Lights – Live from Festival Internationa de Jazz de Montreal
- 2024: Kimiyo (mit Momoka)
- 2024: A Measure Of Shape And Sounds
- 2025: A Whispering Moment (EP)
- 2025:  A Nightfall Ritual